# The House at Pooh Corner
The House at Pooh Corner is een kinderboek geschreven door A.A. Milne en geïllustreerd door E.H. Shepard, gepubliceerd in 1928. Het vormt de tweede en laatste roman van Milne met Winnie de Pooh in de hoofdrol. Het boek introduceert het personage Teigetje. Net als het eerste boek is het een verzameling van tien korte verhalen, elk met een op zichzelf staand plot. De eerste Nederlandse vertaling was van de hand van Toos Blom.
Tijdens het schrijven van dit boek besloot Milne de serie te beëindigen, beïnvloed door het ouder worden van zijn zoon Christopher Robin. De exacte publicatiedatum van het boek is onbekend, maar het wordt geschat op eind 1928.
De ontvangst van The House at Pooh Corner was overwegend positief. Recensies gepubliceerd in The Calgary Herald, The Rhode Island Evening Tribune en The St. Joseph Gazette prezen het boek om zijn verbeeldingskracht en continue succes in het  vastleggen van de charme van het eerste boek. Er werd echter ook kritiek geuit, vooral met betrekking tot de keuze om het als het laatste verhaal in de Poeh-serie te positioneren, wat door sommigen als onbevredigend werd beschouwd. De Sydney Mail deelde deze visie en suggereerde dat Milne en Shepard meer Poeh-verhalen zouden moeten schrijven.